# Aframax
Aframax je razred tankerjev z nosilnostjo od 80.000 - 120.000 metričnih ton in širino večjo od 32,31 metra. Moč motorjev je po navadi 13 000-17 000 kW, potovalna hitrost okrog 15 vozlov.Termin AFRA stoji za Average Freight Rate Assessment, sistem, ki ga je uvedel Shell Oil leta 1954 za standardizacijo tankerjev
Ker so manjši kot supertankerji se lahko uporabljajo v večjem številu pristanišč. Po navadi plujejo kratke do srednje dolge plovbe. Plujejo po Črnem, Severnem, Karibskem, Južnokitajskem, Vzhodnokitajskem morju in po Mediteranu.